# 斯特凡諾斯·西西帕斯
斯特凡诺斯·齐齐帕斯（希臘語：Στέφανος Τσιτσιπάς，羅馬化：Stefanos Tsitsipas，1998年8月12日—）小名Stef，是希臘公開化年代後第一位男子職業網球運動員。ATP單打排名在2021年8月9日高居第三，与瑪麗亞·莎卡瑞同為公開化年代以來排名最高的希臘網球員。
西西帕斯職業生涯共赢得19个ATP巡迴賽单打冠军，包括3座ATP1000大师赛冠军，并在2019年成为ATP年终总决赛18年来最年轻的冠军得主。另在2021年法国公开赛和2023年澳大利亚公开赛两度打进大满贯男单决赛。
西西帕斯以2018年賽季優秀的表現受矚目，獲得ATP「年度最佳進步球員獎」。
西西帕斯在20歲前，對戰世界前二十名球員的戰績是11勝11負，對戰世界前十名球員的戰績為7勝9負。

## 早年生活
西西帕斯的父親Apostolos Tsitsipas是希臘人，母親Julia Apostoli（娘家姓Salnikova）是俄羅斯人，雙親在網球運動皆有職業等級的經驗，在他出生時曾在Astir Palace度假飯店擔任網球教練。母親在80年代是WTA球員，曾在青少女時期最高排名第一，職業排名進到前200名。兩人最初就是在雅典的WTA錦標賽相識，母親是參賽選手，而父親當時擔任比賽線審。
西西帕斯3歲時便開始接觸網球，6歲接受網球訓練。西西帕斯曾回憶道：「從小就在父親嚴格的訓練下學習網球，小時候從電視上看網球比賽，我不知道場上的球員是誰，我只記得我盯著看。」西西帕斯接觸的運動不只網球，還有足球和游泳，他的父親回憶道：「Stefanos在9歲時一場法國錦標賽後，半夜來搖醒我，告訴我他決定成為一名網球球員，因為他喜歡比賽，喜歡挑戰。」
西西帕斯6歲開始在雅典的網球俱樂部Glyfada上課，西西帕斯表示當時的教練Giorgos Spiliopoulos （页面存档备份，存于）在他一開始接受網球訓練時除了正確的網球知識和技巧，也讓他懂得以謙遜的態度迎戰，這對他來說是非常重要的一步。8歲時，教練換成Giorgos Fountoukos，進一步提升了他的網球水準，成為一名能登上青少年等級的選手。
西西帕斯的父親直到2024年為止一直擔任主教練一職，為了幫助孩子接受到更高層級的網球訓練，而進修雅典大學教練課程。
西西帕斯兩位弟弟Petros和Pavlos，以及最小的妹妹Elisavet也都是網球運動員，外公Sergei Salnikov更是1956年墨爾本奧運的足球金牌得主。
西西帕斯幼年就讀學校以英語教學，因此能說希臘語、英語及俄語。

## 职业生涯

### 2013—2016
西西帕斯自2013年14歲開始參加ITF青少年巡回赛，直到2014年11月的墨西哥青少年公開賽才首次有A級賽事（Grade A）的參賽機會，隨後在第2場A級賽橘子盃打進決賽，青少年排名首度進入前100名。
2015年開始有參加大滿貫青少年比賽的機會，在四大滿貫最好的單打成績是澳網八強。連續兩年的橘子盃決賽，最後在第三盤搶七不敵對手米奥米尔·凯茨曼诺维奇獲得亞軍，青少年排名來到第14名。
西西帕斯開始在法國的Patrick Mouratoglou網球學院接受訓練，自此在希臘與法國兩地受訓。
2016年，在17歲這一年包括大滿貫賽全年共參加了8項青少年巡迴賽，且至少打進八強。溫布頓和美國網球公開賽都打進青少年男子單打四強。當贏得Trofeo Bonfiglio賽事冠軍之後，首度登上青少年排名世界第一。年終青少年世界排名第二，僅次於凯茨曼诺维奇。
和愛沙尼亞籍搭檔Kenneth Raisma打進溫布頓網球錦標賽青少年男子雙打決賽，歷經拉鋸的三盤戰，擊敗連續兩年在溫布頓青少年雙打擁有絕佳默契的丹尼斯·沙波瓦洛夫和费利克斯·奥热-阿利亚西姆，西西帕斯成為公開化年代第一個捧起大滿貫金盃的希臘球員。。

### 2017
西西帕斯在2017年正式轉入更高層級的男子職業賽場，不過礙於排名仍以挑戰賽為主。全年共在8場巡迴賽會內賽出賽，包括溫布頓與上海大師賽，其中上海從會外賽晉級並在首輪擊敗卡倫·哈查諾夫贏得ATP巡迴賽首場勝利。
9月，在热那亚贏得了第一個ATP挑戰賽冠軍。
10月，歐洲公開賽以會外賽選手身分晉級，在八強賽戰勝世界排名前十的比利時本土球星大卫·戈芬，首次挺進巡迴賽四強。世界排名進到前100，取得ATP新生代總決賽替補資格。

### 2018

#### 排名躍升至最高第15名
西西帕斯在2018年賽季急速起飛，是新生代網球員中排名大躍進的其中一人。從年初第91名竄升至8月底的第15名。
4月，紅土賽季在巴塞隆納公開賽打進決賽，雖然直落兩盤不敵當時的球王拉斐爾·拿度，但此役卻幫助他受到了希臘及職業網壇的關注。.後續在草地賽季大滿貫溫網打進16強才敗給狀態正好的約翰·伊斯內爾，7月底北美硬地賽季在500分級華盛頓公開賽4強敗給同是新生代的亞歷山大·茲韋列夫。

#### ATP1000大師賽決賽
8月，在多倫多加拿大大師賽一路過關斬將，在首輪擊敗達米爾·德祖赫後，接連戰勝多米尼克·蒂姆、諾瓦克·喬科維奇、茲韋列夫和凱文·安德森，成為ATP史上最年輕（19歲）在單一賽事連續戰勝四位世界前十球員的選手。儘管決賽負於當時的球王拿度，但此次令人驚豔的瘋狂之旅，也讓更多人注意到這位潛力驚人的新生代好手。據統計，作為新生代好手，西西帕斯在第7個大師賽打進決賽，而網壇Big4的拿度8個、喬科維奇9個、罗杰·费德勒用了18個，而安迪·穆雷則用了24個才打進了大師賽決賽。
8月中，在辛辛那提大師賽首輪兩盤不敵已4度交手的戈芬，兩人交手紀錄打平成2：2。西西帕斯另與紐西蘭好手 Artem Sitak搭檔參加男雙比賽，但首論便遭羅賓·哈塞和伊万·多迪格淘汰。
8月底，美網第二輪四盤輸給丹尼爾·梅德韋傑夫，西西帕斯賽後在個人社交媒體Instagram表示：「沒有失敗就不會帶來成就」會記取教訓繼續努力。和塞爾維亞選手杜尚·拉約維奇的男雙比賽止步32強，敗給了弗兰科·斯库戈尔和多米尼克·英格洛特。
10月，前一年尚在排名百名外、未能取得上海大師賽會內賽資格的西西帕斯，今年以排名第15取得第10種子資格參賽。首輪對上球風多變的加埃爾·蒙菲爾斯三盤險勝，次輪再次擊敗去年首戰的對手哈查諾夫進到第三輪，最終兩盤不敵安德森，結束上海行。

#### ATP巡迴賽冠軍
西西帕斯8月之後在硬地場上的發揮不如預期。但在斯德哥爾摩名列第3種子、首輪輪空，晉級路上遭遇溫網狀態火熱的約翰·米爾蒙、德國單反好手菲利普·科爾施賴伯、義大利法比奧·福尼尼，最後在決賽遇上會外賽晉級、狀態復甦的拉脫維亞厄內斯特·古爾比斯，以兩個6:4贏下這場決賽，拿到自2016年轉職業後第一個ATP賽事冠軍 （页面存档备份，存于）。也確立11月新生代年終賽參賽資格。
巴塞爾瑞士室內賽名列第4種子，在連過熱雷米·夏爾迪、彼得·高若尼茲克後，八強賽遇上已交手過兩次（西西帕斯以0:2落居下風）的梅德韋傑夫仍舊以三盤落敗；雙打部分與巴基斯坦雙打高手阿薩姆-烏爾-哈克·奎雷西也在八強止步。

#### 年度最佳進步球員
西西帕斯在2018年打出好幾場令人印象深刻的代表作，包括在4月巴賽隆納公開賽、8月多倫多加拿大大師賽站都打進決賽，且晉級多倫多決賽之路連續擊敗4位世界前十的頂尖球員，獲得更多目光關注。10月在斯德哥爾摩奪下ATP巡迴賽首冠、ATP新生代年終賽名列第1種子。賽季優異的表現，終在11月9日公布的年度獎項中榮獲「年度最佳進步球員 （页面存档备份，存于）」最實質的肯定。

#### 新生代年終賽冠軍
西西帕斯在新生代年終賽名列第一種子，世界第五的茲韋列夫選擇不參賽。從小組賽的豪梅·穆纳尔、弗朗西斯·蒂亚福、胡贝特·胡尔卡奇，到準決賽與去年亞軍安德烈·魯布列夫打了五盤大戰，決賽也與獲得「最佳潛力新星獎」的澳洲超新星亚历克斯·德米纳尔打了四盤，西西帕斯以五場比賽全勝的成績成功奪得新生代年終賽冠軍，同時也是他個人今年度的第二個ATP賽事冠軍（新生代年終賽無賽事積分）。

### 2019

#### 新賽季 生涯首度參賽霍普曼盃及與偶像費德勒對決
西西帕斯在2019年新賽季的開始與同為希臘選手的瑪麗亞·莎卡瑞參加了霍普曼盃，兩人首次攜手參加便為希臘取得了很不錯的小組成績，以分組第二作結。比較令人興奮的是，這除了是西西帕斯首度參加霍普曼盃，也是第一次與他的偶像費德勒隔網對決，他表示，這是他期待已久的一場比賽，對他來說心情也格外地緊張與興奮，而更特別地，西西帕斯一家罕見地全員出動來到澳洲伯斯，一起見證西西帕斯與費德勒的對決。這場與費德勒的首次交手，西西帕斯展現了他的高度競爭力，以7:6(7–5), 7:6(7–4) 兩盤搶七落敗，賽後費德勒也對西西帕斯的表現高度讚賞，認為西西帕斯擁有很高的球質，這場比賽他打得並不輕鬆。

#### 首度打進澳網四強 2007年後最年輕GS四強選手
2018年西西帕斯在澳網第一輪便出局，2019年他不僅突破個人在澳網的成績，更首度打進男單四強，成為繼喬科維奇在2007年美網之後最年輕一路殺進四強的選手。他在第一輪的對手是義大利好手馬泰奧·貝雷蒂尼，西西帕斯以 7–6(7–3), 6-4, 6-3, 7-6(7–4) 四盤獲勝；第二輪對手是賽爾維亞好手 Viktor Troicki，西西帕斯以6-3, 2-6, 6-2 ,7-5 四盤獲勝；32強遇到的對手是喬治亞好手 Nikoloz Basilashvili，Basilashvili自2018年成績爆發打出個人生涯年，西西帕斯與他戮戰了四盤，最後以 6-3, 3-6, 7–6(9–7), 6-4 四盤勝出；而16強對手是西西帕斯從小到大的偶像費德勒，這是他們兩人今年連續兩次隔網交手，與費德勒的這一戰充滿話題性，過程中西西帕斯掌握了唯一的一次破發成功，最終西西帕斯以 6–7(11–13), 7–6(7–3), 7-5, 7–6(7–5) 四盤勝出，此戰他擊敗了一直以來崇敬的偶像使他聲名大噪，更為人所知。8強戰他遇到的對手是手感火燙、開季九連勝並在杜哈拿下冠軍的 Roberto Bautista Agut，繼上一戰廣受矚目並一戰成名之後，與 Roberto Bautista Agut 激戰四盤，最後西西帕斯以 7-5, 4-6, 6-4, 7–6(7–2) 勝出。而接下來注目度更高的四強戰，西西帕斯對上2018年在巴塞羅那公開賽決賽及多倫多公開賽決賽對手納達爾，當時兩戰納達爾皆拿下勝利，而此戰西西帕斯依舊不敵納達爾，以 2-6, 4-6, 0-6 直落三落敗，結束他2019年在澳網的驚奇之旅。
此次在澳網的好成績，為他將排名從第15名挺進到第12名。

#### 奪得第二座ATP個人單打冠軍
自澳網以20歲之姿晉級四強後，西西帕斯前往保加利亞參加 250 分級的索非亞公開賽，打進八強以 6-3, 7–6(7–5) 兩盤敗給2019年狀態復甦的 Gaël Monfils，之後他便立即前往下一站位在荷蘭的 500 分級鹿特丹公開賽，在 32 強時便以三盤 4-6, 6-1, 7-5 落敗給 Damir Džumhur。經歷了連續兩個賽事出師不力，西西帕斯來到法國馬賽參加 250分級的 13 公開賽，他在這裡再度斬獲他個人在 ATP 單打賽事的第二座單打冠軍，一路遭遇了新生代生力軍波蘭的休伯特·胡尔卡奇、烏克蘭的 Sergiy Stakhovsky、比利時的 David Goffin，最終在決賽打敗哈薩克好手 Mikhail Kukushkin 順利拿下冠軍。
拿到 13 公開賽後，西西帕斯馬不停蹄立即前往杜拜參加 500 分級的杜拜網球錦標賽，連續兩個禮拜幾乎每天出賽的他一路遭遇澳洲好手 Matthew Ebden、白俄羅斯叶格尔·格拉西莫夫、波蘭新生代好手休伯特·胡尔卡奇、法國名將 Gaël Monfils，最後在決賽再度與偶像費德勒隔網交手，此次費德勒沒有給西西帕斯太多機會，他以兩盤 6-4, 6-4 強勢拿下勝利，並成為自公開年代以來第二位生涯拿下 100 座個人單打冠軍的男子網球員，在在體現當代傳奇的不敗身手，成功復仇西西帕斯。
而西西帕斯也因連續在馬賽的 13 公開賽和杜拜網球錦標賽打進決賽，其中 13 公開賽更順利拿下他個人第二座單打冠軍，因此首度將排名挺進單打第 10 名。西西帕斯在 2019 年設立了四項目標，分別是「打進大滿貫四強」、「排名突破前十」、「拿下第一個大師賽」、「入圍年終八強」，目前他已經實現了「打進大滿貫四強」、「排名突破前十」此兩項目標。
3月份西西帕斯來到美國參加兩項1000分級的大師賽—印地安泉大師賽與邁阿密大師賽。印地安泉大師賽西西帕斯止步64強，敗給極具潛力的18歲加拿大小將 Felix Auger Aliassime，兩人在青少年時期便已交手過，此次是兩人轉職業球員後第一次對決，西西帕斯不敵 Felix Auger Aliassime 以 4-6, 2-6 落敗。
接著西西帕斯來到邁阿密大師賽，打進16強以 6-4, 3-6, 7–6(7–3)負於同樣極具潛力的加拿大小將 Danis Shapovalov，兩人在青少年時期也常碰面，對彼此都不陌生；西西帕斯曾說過透過電視轉播收看 Shapovalov 在2017年多倫多站打敗 Nadal 一役對他產生極大的嚮往與衝擊，是他激勵自己往頂尖球員邁進的重要動力。雖然單打失利，不過西西帕斯與荷蘭好手卫斯理·库尔霍夫臨時成軍的組合最終闖進邁阿密大師賽雙打決賽，最終負於網球雙打傳奇布萊恩兄弟，以5-7, 7–6(7–6) 落敗。
經過陽光雙賽的洗禮，西西帕斯在 2019 年 4 月 1 日單打最高排名首度挺進到世界第八。

#### 奪得第三座ATP個人單打冠軍
進入紅土賽季，西西帕斯的紅土開局不甚理想，在蒙地卡羅大師賽他打進16強，負於俄羅斯年輕好手丹尼爾·梅德韋傑夫，兩人交手至今西西帕斯以四連敗落居下風。而後來到巴塞隆納男網賽，去年2018年西西帕斯在此站打進決賽拿到亞軍，不過今年此站他僅打進16強，負於德國好手 Jan-Lennard Struff。
之後來到葡萄牙 250 分級的 Estoril Open 艾斯特里網球公開賽，西西帕斯奪得了他個人於ATP男子單打系列賽的第三座單打冠軍，過程中他擊敗了來自阿根廷的 Guido Andreozzi、葡萄牙的 João Domingues、比利時好手 David Goffin，在決賽打敗了紅土好手烏拉圭的 Pablo Cuevas 成功奪得此站冠軍，為接下來的紅土賽季帶來了更多的信心。
接著他來到馬德里大師賽，2018年他此站從會外賽打起，打進正賽後止步於第一輪，今年西西帕斯一路闖關在八強和四強中分別擊敗兹維列夫和納達爾，進入決賽面對第一種子喬科維奇，兩人上一次也是第一次交手是在2018年的多倫多站，西西帕斯當時擊敗了剛拿下溫網冠軍的喬科維奇，不過此次德约科维奇以3：6，4：6順利拿下馬德里大師賽冠軍，西西帕斯最終獲得亞軍。
生涯排名新高 單打世界第六
緊跟在後的羅馬大師賽，西西帕斯再次打進四強，對手是剛在上一站馬德里大師賽擊敗過的納達爾，不過這次西西帕斯以3：6，4：6不敵納達爾，止步四強，兩人的對戰成績來到1：4，西西帕斯以四敗居後。雖然止步四強，西西帕斯在這次羅馬大師賽後單打世界排名來到生涯新高，第六名。

#### 法網打進16強  溫布頓止步第一輪
在2019年法網，西西帕斯闖進法網16強，以 6:7, 7:5, 4:6, 6:3, 6:8 負於史坦·瓦林卡。
來到了溫網，許多人都看好西西帕斯有可能拿到溫布頓冠軍，但在首輪就經歷五盤以敗給托馬斯·法比亞諾，也是在小茲維列夫落敗後第二位爆冷門出局的前八種子選手。

#### 2019.08.05 職業生涯排名新高
儘管草地賽季出師不利，重回到職業生涯表現不錯的硬地賽季，西西帕斯在 Washington Open 單打打進到了四強，與 Nick Kyrgios 隔網對決，這也是他們第一次單打對決，兩人打得很接近，Nick Kyrgios 以 6:4, 3:6, 7–6(9–7) 勝出，最後並奪得華盛頓公開賽冠軍；他們兩人也在這次華盛頓公開賽共組雙打組，不過在第一輪就不敵第一種子落敗。結束華盛頓公開賽後，西西帕斯的單打排名亦來到個人生涯新高，世界第五。

### 2021

#### 第二次澳网半决赛
齐齐帕斯在2021年澳大利亚网球公开赛上，在四分之一决赛中，齐齐帕斯在落后两盘情况下连追三盘击败了拉斐尔·纳达尔，成为法比奥·弗格尼尼在2015年美国网球公开赛上击败拉斐尔·纳达尔后的第二位球员。他最终在半决赛中输给了丹尼尔·梅德韦杰夫。 在鹿特丹公开赛，齐齐帕斯在半决赛中输给了最终的冠军安德烈·鲁布列夫。

#### 首个大师赛冠军
4月蒙特卡洛大师赛中，齐齐帕斯第三次打进大师赛决赛，仅用71分钟以6-3、6-3击败安德烈·鲁布列夫，复仇鹿特丹公开赛输给对手，赢得了他的第一个ATP1000大师赛冠军头衔，这是他职业生涯第二高级别的冠军（仅次于ATP总决赛）。这样一来，齐齐帕斯人就成为历史上首位获得大师赛头衔的希腊选手。事实上，齐齐帕斯不是他的家庭中第一个在蒙特卡洛获胜的人。 他的母亲朱莉娅·萨尔尼科娃（Julia Salnikova）于1981年在蒙特卡洛获得了少年组冠军。

#### 法網闖進決賽
6月，齊齊帕斯首度闖進法網決賽，賽前五分鐘得知其祖母過世的消息下銜哀作戰；對戰喬科維奇時搶下前兩盤，但最後仍被喬科維奇於「輸二贏三」的狀況下以6：7（6：8）、2：6、6：3、6：2、6：4被逆轉痛失冠軍。

#### 溫網第一輪遭淘汰
7月，在溫網首輪意外不敵23歲的美國好手帝亞弗（Frances Tiafoe），至今他四度參賽三度在溫網一輪遊，賽後坦言未參加草地暖身賽確實有一定程度的影響。

#### 德國網球公開賽八強
7月，西西帕斯參加了ATP500漢堡公開賽，並列為賽會頭號種子，八強時以6-3/1-6/3-6不敵6號種子、塞爾維亞老將克拉吉諾維奇而無緣四強。

### 2022：蒙特卡洛成功卫冕，第一个草地冠军
西西帕斯在蒙特卡洛大师赛中两盘击败西班牙人亚历杭德罗·达维多维奇·福基纳，成功卫冕，夺得他的第二个ATP1000大师赛冠军。
2022年意大利公开赛上，在第二轮挽救了两个赛点击败了格里戈尔·迪米特洛夫，并在16强赛中击败了卡伦·卡恰诺夫。在四分之一决赛中，他击败了詹尼克·辛纳，连续闯进三个大师赛的半决赛，获得了本赛季领先的30场胜利。接下来他击败了亚历山大·兹维列夫，连续第二次在红土赛场上进入决赛。西西帕斯和兹维列夫是本赛季唯二在全部三场红土大师赛中都打进半决赛的球员。在决赛中，他输给了诺瓦克·德约科维奇。
西西帕斯在马略卡公开赛上获得最后一分钟的外卡后赢得了他在草地球场上的第一个冠军，在三盘激烈的决赛中击败了羅伯托·包蒂斯塔·阿古特。
西西帕斯以2022年世界网球锦标赛夺冠结束本赛季。

## 技術風格
西西帕斯是個全面型球員，他擅用正手與單反大角度回球，製造時間空間上的優勢，回擊致勝，也常利用截擊回以吊短小球。比起典型的底線抽擊型球員，他更常積極上網取得優勢。
西西帕斯令人印象深刻的是他的單手反拍，這在以雙手反拍為主流的現代網球中，顯得特別一些。年幼時學球，雙手反拍跟單手反拍他都嘗試過，但到了八歲，因為他的偶像費德勒和父母都是單手反拍，因此他決定打單手反拍，以他的說法，他覺得單手反拍打起來更自然些。他最喜歡用他的單反將球回擊在底線附近。
西西帕斯的球風被視為各場地皆擅長的球員，不過他自己說過，最喜歡的場地是草地，喜歡的賽事是溫布頓網球公開賽。不過與他的喜好不太一樣的是，他在紅土上的成績更好，因為從小他學習網球的球場都是紅土球場，他也說過，在紅土上打球他會更自在自信，總是能在紅土打出他最好的網球。直到2018年8月以前，硬地賽事一直都是他成績最差的場地，但他卻在罗杰斯杯打進了決賽，但最終負於納達爾。
前英國排名第一的 Greg Rusedski 跟 Annabel Croft 都曾稱讚西西帕斯的比賽風格與運動風度。Rusedski 特別說，西西帕斯讓他想起了一代網球傳奇 Bjorn Borg，Rusedski：「他做對了所有事，作為一名網球運動員，他做得非常出色，他表現得非常冷靜、沉著，甚至在緊繃的時刻也不會因緊張而出現過多失誤，他具備了安迪·穆雷的競爭力，同時他也很冷靜，這讓我想起了費德勒」。

## 生涯統計

### 大滿貫與年終賽年表
指引：
| W | F | SF | QF | #R | RR | LQ (Q#) | A | P | Z# | PO | SF-B | F-S | G | NMS | NH | NQ |

W：冠軍；F：亞軍；SF：四強；QF：八強；#R：前四輪；RR：小組賽；LQ：止步資格賽；A：缺席；P：比赛延期；Z#：戴维斯杯/联合会杯组别赛（#表示级别）；PO：參與戴維斯盃/联合会杯附加赛；SF-B：奧運會銅牌；F-S：奧運會銀牌；G：奧運會金牌；NMS：非ATP1000大師賽系列；NH：該賽事本年度未舉行；NQ：未入圍。
統計至2025年邁阿密大師賽
| 大滿貫賽事 |      |       |       |       |       |       |       |       |       |                    |                    |                    |     |
| 澳網       | Q2   | 2R    | SF    | 3R    | SF    | SF    | F     | 4R    | 1R    | 0 / 8              | 24–8               | 75%                |     |
| 法網       | 1R   | 2R    | 4R    | SF    | F     | 4R    | QF    | QF    |       | 0 / 8              | 26–8               | 75%                |     |
| 溫網       | 1R   | 4R    | 1R    | NH    | 1R    | 3R    | 4R    | 2R    |       | 0 / 7              | 9–7                | 56%                |     |
| 美網       | Q3   | 2R    | 1R    | 3R    | 3R    | 1R    | 2R    | 1R    |       | 0 / 7              | 6–7                | 46%                |     |
| 勝–負      | 0–2  | 5–4   | 8–4   | 8–3   | 12–4  | 10–4  | 14–4  | 8–4   | 0–1   | 0 / 30             | 65–30              | 68%                |     |
| ATP年終賽  |      |       |       |       |       |       |       |       |       |                    |                    |                    |     |
| 總決賽     | NQ   | NQ    | W     | RR    | RR    | RR    | RR    | Alt   |       | 1 / 5              | 6–8                | 43%                |     |
| 數據統計   |      |       |       |       |       |       |       |       |       |                    |                    |                    |     |
|            | 2017 | 2018  | 2019  | 2020  | 2021  | 2022  | 2023  | 2024  | 2025  | 奪冠率             | 勝–負              | 勝率               |     |
| 參賽       | 10   | 29    | 27    | 12    | 21    | 23    | 23    | 22    | 6     | 173                | 173                | 173                |     |
| 冠軍/決賽  | 0    | 1 / 3 | 3 / 6 | 1 / 3 | 2 / 5 | 2 / 7 | 1 / 3 | 1 / 2 | 1 / 1 | 12 / 30            | 12 / 30            | 12 / 30            |     |
| 硬地勝負   | 4–7  | 29–18 | 37–17 | 18–11 | 32–13 | 36–17 | 30–15 | 21–14 | 11–6  | 6 / 114            | 218–118            | 65%                |     |
| 紅土勝負   | 0–2  | 11–6  | 15–5  | 11–3  | 23–5  | 17–4  | 17–5  | 22–6  | 0–0   | 5 / 41             | 116–36             | 76%                |     |
| 草地勝負   | 0–1  | 6–3   | 2–3   | 0–0   | 0–1   | 8–3   | 4–4   | 2–2   | 0–0   | 1 / 18             | 22–17              | 56%                |     |
| 勝–負      | 4–10 | 46–27 | 54–25 | 29–14 | 55–19 | 61–24 | 51–24 | 45–22 | 11–6  | 12 / 173           | 356–171            | 68%                |     |
| 勝率       | 68%  | 29%   | 63%   | 68%   | 67%   | 74%   | 72%   | 68%   | 67%   | 65%                | 68%                | 68%                | 68% |
| 年終排名   | 91   | 15    | 6     | 6     | 4     | 4     | 6     | 11    |       | 總獎金 $34,141,218 | 總獎金 $34,141,218 | 總獎金 $34,141,218 |     |

### 大師賽
|          | 最佳成績（年份） | 最佳成績（年份） | 奪冠率 | 勝–負 | 勝率 |
| -------- | ---------------- | ---------------- | ------ | ----- | ---- |
| 印地安泉 | QF               | 2021             | 0 / 7  | 9–7   | 56%  |
| 邁阿密   | QF               | 2021             | 0 / 7  | 9–7   | 56%  |
| 蒙地卡羅 | W                | 2021、2022、2024 | 3 / 6  | 20–3  | 87%  |
| 馬德里   | F                | 2019             | 0 / 6  | 11–6  | 65%  |
| 義大利   | F                | 2022             | 0 / 7  | 16–7  | 70%  |
| 加拿大   | F                | 2018             | 0 / 6  | 8–6   | 57%  |
| 辛辛那提 | F                | 2022             | 0 / 7  | 12–7  | 63%  |
| 上海     | SF               | 2019             | 0 / 5  | 7–5   | 58%  |
| 巴黎     | SF               | 2022、2023       | 0 / 7  | 11–7  | 61%  |

1. 1 2  2020年第二輪和2021年第四輪對手賽前退賽而直接晉級，因此不計入勝場數。

## ATP巡迴賽

### 單打：30次（12冠）
| 賽事級別             |
| -------------------- |
| 大滿貫（0-2）        |
| ATP年終賽（1-0）     |
| ATP1000大師賽（3-4） |
| ATP500賽（1-11）     |
| ATP250賽（7-1）      |

| 場地材質     |
| ------------ |
| 硬地（6-10） |
| 紅土（5-8）  |
| 草地（1-0）  |

| 場地類型     |
| ------------ |
| 室外（8-15） |
| 室內（4-3）  |

| 賽果 | 勝–負 | 日期       | 賽事                       | 級别   | 場地類型 | 對手                         | 比分                         |
| ---- | ----- | ---------- | -------------------------- | ------ | -------- | ---------------------------- | ---------------------------- |
| 負   | 0–1   | 2018年4月  | 西班牙巴塞隆納網球公開賽   | 500賽  | 紅土     | 拉斐爾·拿度                  | 2–6, 1–6                     |
| 負   | 0–2   | 2018年8月  | 加拿大網球公開賽           | 大師賽 | 硬地     | 拉斐爾·拿度                  | 2–6, 6–7(4–7)                |
| 勝   | 1–2   | 2018年10月 | 瑞典斯德哥爾摩網球公開賽   | 250賽  | 室內硬地 | 厄內斯特·古爾比斯            | 6–4, 6–4                     |
| 勝   | 2–2   | 2019年2月  | 法國13公開賽               | 250賽  | 室內硬地 | 米哈伊爾·庫庫什金            | 7–5, 7–6(7–5)                |
| 負   | 2–3   | 2019年3月  | 阿聯迪拜网球锦标赛         | 500賽  | 硬地     | 羅傑·費德勒                  | 4–6, 4–6                     |
| 勝   | 3–3   | 2019年5月  | 葡萄牙埃什托里尔网球公开赛 | 250賽  | 紅土     | 巴勃羅·奎瓦斯                | 6–3, 7–6(7–4)                |
| 負   | 3–4   | 2019年5月  | 西班牙馬德里公開賽         | 大師賽 | 紅土     | 諾瓦克·喬科維奇              | 3–6, 4–6                     |
| 負   | 3–5   | 2019年10月 | 中國網球公開賽             | 500賽  | 硬地     | 多米尼克·蒂姆                | 6–3, 4–6, 1–6                |
| 勝   | 4–5   | 2019年11月 | 英國ATP年終賽              | 年終賽 | 室內硬地 | 多米尼克·蒂姆                | 6–7(6–8), 6–2, 7–6(7–4)      |
| 勝   | 5–5   | 2020年2月  | 法國13公開賽 (2)           | 250賽  | 室內硬地 | 费利克斯·奥热-阿利亚西姆     | 6–3, 6–4                     |
| 負   | 5–6   | 2020年2月  | 阿聯杜拜網球錦標賽         | 500賽  | 硬地     | 諾瓦克·喬科維奇              | 3–6, 4–6                     |
| 負   | 5–7   | 2020年9月  | 德國漢堡歐洲公開賽         | 500賽  | 紅土     | 安德烈·魯布列夫              | 4–6, 6–3, 5–7                |
| 負   | 5–8   | 2021年3月  | 墨西哥公開賽               | 500賽  | 硬地     | 亞歷山大·茲韋列夫            | 4–6, 6–7(3–7)                |
| 勝   | 6–8   | 2021年4月  | 法國蒙地卡羅大師賽         | 大師賽 | 紅土     | 安德烈·魯布列夫              | 6–3, 6–3                     |
| 負   | 6–9   | 2021年4月  | 西班牙巴塞隆納網球公開賽   | 500賽  | 紅土     | 拉斐爾·拿度                  | 4–6, 7–6(8–6), 5–7           |
| 勝   | 7–9   | 2021年5月  | 法國里昂網球公開賽         | 250賽  | 紅土     | 卡梅伦·诺里                  | 6–3, 6–3                     |
| 負   | 7–10  | 2021年6月  | 法國網球公開賽             | 大滿貫 | 紅土     | 諾瓦克·喬科維奇              | 7–6(8–6), 6–2, 3–6, 2–6, 4–6 |
| 負   | 7–11  | 2022年2月  | 荷蘭鹿特丹公開賽           | 500賽  | 室內硬地 | 费利克斯·奥热-阿利亚西姆     | 4–6, 2–6                     |
| 勝   | 8–11  | 2022年4月  | 法國蒙地卡羅大師賽 (2)     | 大師賽 | 紅土     | 亚历杭德罗·达维多维奇·福基纳 | 6–3, 7–6(7–3)                |
| 負   | 8–12  | 2022年5月  | 義大利公開賽               | 大師賽 | 紅土     | 諾瓦克·喬科維奇              | 0–6, 6–7(5–7)                |
| 勝   | 9–12  | 2022年6月  | 西班牙马略卡网球锦标赛     | 250賽  | 草地     | 羅伯托·包蒂斯塔·阿古特       | 6–4, 3–6, 7–6(7–2)           |
| 負   | 9–13  | 2022年8月  | 美國辛辛那提公開賽         | 大師賽 | 硬地     | 博爾納·丘里奇                | 6–7(0–7), 2–6                |
| 負   | 9–14  | 2022年10月 | 哈薩克阿斯塔納公開賽       | 500賽  | 室內硬地 | 諾瓦克·喬科維奇              | 3–6, 4–6                     |
| 負   | 9–15  | 2022年10月 | 瑞典斯德哥爾摩網球公開賽   | 250賽  | 室內硬地 | 霍尔格·鲁内                  | 4–6, 4–6                     |
| 負   | 9–16  | 2023年1月  | 澳洲網球公開賽             | 大滿貫 | 硬地     | 諾瓦克·喬科維奇              | 3–6, 6–7(4–7), 6–7(5–7)      |
| 負   | 9–17  | 2023年4月  | 西班牙巴塞隆納網球公開賽   | 500賽  | 紅土     | 卡洛斯·艾卡拉茲              | 3–6, 4–6                     |
| 勝   | 10–17 | 2023年8月  | 墨西哥洛斯卡沃斯網球公開賽 | 250賽  | 硬地     | 亚历克斯·德米纳尔            | 6–3, 6–4                     |
| 勝   | 11–17 | 2024年4月  | 法國蒙地卡羅大師賽 (3)     | 大師賽 | 紅土     | 卡斯珀·魯德                  | 6–1, 6–4                     |
| 負   | 11–18 | 2024年4月  | 西班牙巴塞隆納網球公開賽   | 500賽  | 紅土     | 卡斯珀·魯德                  | 5–7, 3–6                     |
| 勝   | 12–18 | 2025年2月  | 阿聯杜拜網球錦標賽         | 500賽  | 硬地     | 费利克斯·奥热-阿利亚西姆     | 6–3, 6–3                     |

### 雙打：3次（2冠）
| 賽事級別             |
| -------------------- |
| 大滿貫（0-0）        |
| ATP年終賽（0-0）     |
| ATP1000大師賽（0-1） |
| ATP500賽（1-0）      |
| ATP250賽（1-0）      |

| 場地材質    |
| ----------- |
| 硬地（2-1） |
| 紅土（0-0） |
| 草地（0-0） |

| 場地類型    |
| ----------- |
| 室外（1-1） |
| 室內（1-0） |

| 賽果 | 勝–負 | 日期       | 賽事             | 級别   | 場地類型 | 搭檔              | 對手                             | 比分                  |
| ---- | ----- | ---------- | ---------------- | ------ | -------- | ----------------- | -------------------------------- | --------------------- |
| 負   | 0–1   | 2019年3月  | 美國邁阿密公開賽 | 大師賽 | 硬地     | 卫斯理·库尔霍夫   | 鲍勃·布赖恩 迈克·布赖恩          | 5–7, 6–7(8–10)        |
| 勝   | 1–1   | 2022年2月  | 墨西哥公開賽     | 500賽  | 硬地     | 費利西亞諾·洛佩斯 | 马塞洛·阿雷瓦洛 让-朱利安·罗耶尔 | 7–5, 6–4              |
| 勝   | 2–1   | 2023年10月 | 比利時歐洲公開賽 | 250賽  | 室內硬地 | 彼得罗斯·齐齐帕斯 | 阿列尔·贝阿尔 亞當·帕拉塞卡      | 6–7(5–7), 6–4, [10–8] |

## ATP挑戰賽/ITF未來賽
單打決賽：11 (冠軍：6，亞軍：5)
| 個人紀錄        | 場地       |
| --------------- | ---------- |
| ATP挑戰賽 (1-3) | 硬地 (2-2) |
| ITF未來賽 (5-2) | 紅土 (4-3) |
|                 | 草地 (0-0) |

| 紀錄 | W-L | 日期    | 賽事                                | 級別   | 場地 | 對手                   | 分數                    |
| ---- | --- | ------- | ----------------------------------- | ------ | ---- | ---------------------- | ----------------------- |
| 敗   | 0-1 | 2015-11 | Heraklion F9, Greece                | 未來賽 | 硬地 | 史蒂文·迭斯            | 2–6, 0–6                |
| 勝   | 1-1 | 2005-11 | Nicosia F1, Cyprus                  | 未來賽 | 硬地 | Alexandre Folie        | 2–6, 6–4, 6–2           |
| 勝   | 2-1 | 2016-4  | Santa Margherita di Pula F6, Italy  | 未來賽 | 紅土 | Erik Crepaldi          | 6–3, 6–1                |
| 勝   | 3-1 | 2016-5  | Santa Margherita di Pula F10, Italy | 未來賽 | 紅土 | Casper Ruud            | 6–3, 6–7(2–7), 7–6(7–2) |
| 勝   | 4-1 | 2016-5  | Lecco F12, Italy                    | 未來賽 | 紅土 | Marco Bortolotti       | 7–6(10–8), 7–6(7–3)     |
| 敗   | 4-2 | 2016-7  | Kramsach F2, Austria                | 未來賽 | 紅土 | 扬尼克·汉夫曼          | 4–6, 4–6                |
| 勝   | 5-2 | 2016-10 | Oliveira de Azemeis F11, Portugal   | 未來賽 | 硬地 | Yannick Mertens        | 6–3, 4–6, 6–2           |
| 敗   | 5-3 | 2016-10 | Mohammedia Challenger, Morocco      | 挑戰賽 | 紅土 | Gerald Melzer          | 6–3, 3–6, 2–6           |
| 敗   | 5-4 | 2016-10 | Casablanca II Challenger, Morocco   | 挑戰賽 | 紅土 | Maxime Janvier         | 4–6, 0–6                |
| 勝   | 6-4 | 2017-9  | Genoa Challenger, Italy             | 挑戰賽 | 紅土 | Guillermo García López | 7–5, 7–6(7–2)           |
| 敗   | 6-5 | 2017-10 | Brest Challenger, France            | 挑戰賽 | 硬地 | Corentin Moutet        | 2–6, 6–7(8–10)          |

雙打：9 (冠軍：6，亞軍：3)
| 雙打紀錄        | 場地       |
| --------------- | ---------- |
| ATP挑戰賽 (0-1) | 硬地 (6-1) |
| ITF未來賽 (6-2) | 紅土 (0-2) |
|                 | 草地 (0-0) |

| 紀錄 | W-L | 日期    | 賽事                                | 級別   | 場地 | 搭檔                           | 對手                                                          | 分數                        |
| ---- | --- | ------- | ----------------------------------- | ------ | ---- | ------------------------------ | ------------------------------------------------------------- | --------------------------- |
| 勝   | 1–0 | 2015-5  | Heraklion F6, Greece                | 未來賽 | 硬地 | Alexandros Jakupovic, Greek    | Danilo Petrović, Serbian Ilija Vučić, Serbian                 | 6–3, 3–6, [10–7]            |
| 勝   | 2-0 | 2015-11 | Heraklion F10, Greece               | 未來賽 | 硬地 | Konstantinos Economidis, Greek | Alexander Lazov, Bulgarian Dominik Süč, Czech                 | 6–2, 6–2                    |
| 勝   | 3-0 | 2015-11 | Heraklion F11, Greece               | 未來賽 | 硬地 | Konstantinos Economidis, Greek | Alexander Centenari, America Sami Reinwein, Germany           | w/o                         |
| 勝   | 4-0 | 2016-4  | Heraklion F2, Greece                | 未來賽 | 硬地 | Konstantinos Economidis, Greek | Petr Michnev, Czech 瓦茨拉夫·沙弗拉内克, Czech                | 4–6, 7–6(8–6), [10–5]       |
| 勝   | 5-0 | 2016-4  | Heraklion F6, Greece                | 未來賽 | 硬地 | Konstantinos Economidis, Greek | Srinayan Nuvvala, America Bruno Savi, Bazil                   | 7–6(7–5), 6–7(6–8), [13–11] |
| 敗   | 5-1 | 2016-5  | Santa Margherita di Pula F10, Italy | 未來賽 | 紅土 | Petros Tsitsipas, Greek        | Franco Agamenone, Argentina Mateo Nicolás Martínez, Argentina | 2–6, 2–6                    |
| 勝   | 6-1 | 2016-9  | Calgary F6, Canada                  | 未來賽 | 硬地 | Tim van Rijthoven, Netherland  | 汉斯·哈奇·贝尔杜戈, Mexico Jose Statham, New Zealand          | 6–4, 2–6, [13–11]           |
| 敗   | 6-2 | 2016-10 | Oliveira de Azemeis F11, Portugal   | 未來賽 | 硬地 | Lorenzo Frigerio, Italian      | Nuno Deus, Portugal João Domingues, Portugal                  | 6–7(7–9), 1–6               |
| 敗   | 6-3 | 2017-7  | The Hague Open, Netherlands         | 挑戰賽 | 紅土 | Jozef Kovalík, Slovak          | 桑德尔·吉勒, Belgium 约兰·弗利根, Belgium                     | 2–6, 6–4, [10–12]           |

來源：ITF 球員檔案 （页面存档备份，存于）

## 青少年大滿貫
雙打決賽：1 (冠軍：1)
| 紀錄 | 年份 | 賽事   | 場地 | 搭檔                    | 對手                                                   | 分數          |
| ---- | ---- | ------ | ---- | ----------------------- | ------------------------------------------------------ | ------------- |
| 勝   | 2016 | 溫布頓 | 草地 | Kenneth Raisma, Estonia | Félix Auger-Aliassime, Canada Denis Shapovalov, Canada | 4–6, 6–4, 6–2 |

## 大滿貫種子序
| 年度 | 澳洲網球公開賽 | 法國網球公開賽 | 溫布頓網球公開賽 | 美國網球公開賽 |
| ---- | -------------- | -------------- | ---------------- | -------------- |
| 2017 | 未進會內賽     | 會內賽         | 會內賽           | 未進會內賽     |
| 2018 | 未有種子序     | 未有種子序     | 31               | 15             |
| 2019 | 15             | 6              | 7                | 8              |
| 2020 | 6              | 5              | NH               | 4              |
| 2021 | 5              | 5              | 3                | 3              |
| 2022 | 4              | 4              | 4                | 4              |
| 2023 | 3              |                |                  |                |

## 场外生活

### Youtuber
西西帕斯除了是一名職業網球手外，還是一名Youtuber，頻道名稱為：Stefanos Tsitsipas 。他的影片主要以記錄他的生活為主。目前為止有18萬訂閱以上。

### 偶像
西西帕斯的偶像是兩位單反退役傳奇，一位是傳奇桑普拉斯，一位是傳奇費德勒。如今已成為職業網球員的西西帕斯，持續將費德勒視為他的偶像與追逐的對象。西西帕斯曾在採訪中提到「很崇拜費德勒」，也坦言過去費德勒的每一場比賽只要有時間他一定會收看，並且一看再看，從中去學習與欣賞費德勒的球技與優雅球風，想像費德勒每一次擊球的思維，他希望自己能成為像費德勒一樣的大師，在網壇擁有屬於他的位置，也讓他的國家─希臘因為他而更被世界看見。西西帕斯甚至很自信地說過，他與費德勒的打球風格非常相似，若說他是一名費德勒的瘋狂追隨者，相信並不為過。

## 外部連結
- 斯特凡諾斯·西西帕斯（英文/西班牙文）的官方資料
- 斯特凡诺斯·齐齐帕斯的官方资料

#### 個人社交平台
- 斯特法諾斯·西西帕斯的個人社交平台：個人官網 Official Website、Twitter （页面存档备份，存于）、Facebook （页面存档备份，存于）、Instagram、YouTube （页面存档备份，存于），及以 SteveTheHawk 為名在 Instagram 及 Facebook 發表個人攝影作品

| 獎項                     | 獎項                 | 獎項                   |
| ------------------------ | -------------------- | ---------------------- |
| 前任： 丹尼斯·沙波瓦洛夫 | ATP进步最快球员 2018 | 繼任： 馬泰奧·貝雷蒂尼 |